# Pashmak
Pashmak (Perzisch: پشمک) is een soort Iraanse suikerspin die van suiker gemaakt wordt. Pashmak kan zo gegeten worden, maar het wordt vooral bij of op fruit, cake, drankjes, ijs en andere toetjes geserveerd. Soms wordt pashmak gegarneerd met gemalen pistachenoten. Hoewel de textuur vergelijkbaar is met die van een suikerspin, zijn zowel de bereidingsmethode als de ingrediënten verschillend. Pashmak wordt met een gearomatiseerde siroop gemaakt die langzaam uit elkaar wordt getrokken totdat er meerdere dunne draadjes ontstaan. Normaliter wordt het op smaak gebracht met sesam, rozenwater, kardemom, oranjebloesem, saffraan, vanille en pistaches. Het uiteindelijke snoepgoed lijkt op haar of wol; daarom wordt het ook wel engelenhaar genoemd. 
Pashmak wordt tevens Perzische suikerspin genoemd  en is ontstaan in de Iraanse stad Yazd, dat bekendstaat om zijn verschillende traditionele Perzische zoetigheden zoals baklava, qottab en gaz. Tegenwoordig wordt het vooral in fabrieken gemaakt. 
In Nederland is pashmak verkrijgbaar bij speciaalzaken die dit importeren uit Iran.

## Soortgelijk snoepgoed
De Arabische zoete Ghazl al-Banat (Arabisch: غزل البنات, Nederlands: meisjesgaren), is vrijwel identiek aan pashmak en wordt oriëntaalse suikerspin genoemd.
Een Turks snoepgoed genaamd pişmaniye vertoont enige gelijkenis met pashmak.
In Afghanistan wordt een soortgelijk snoepgoed qandi pashmak genoemd.